# Melchior von Meckau

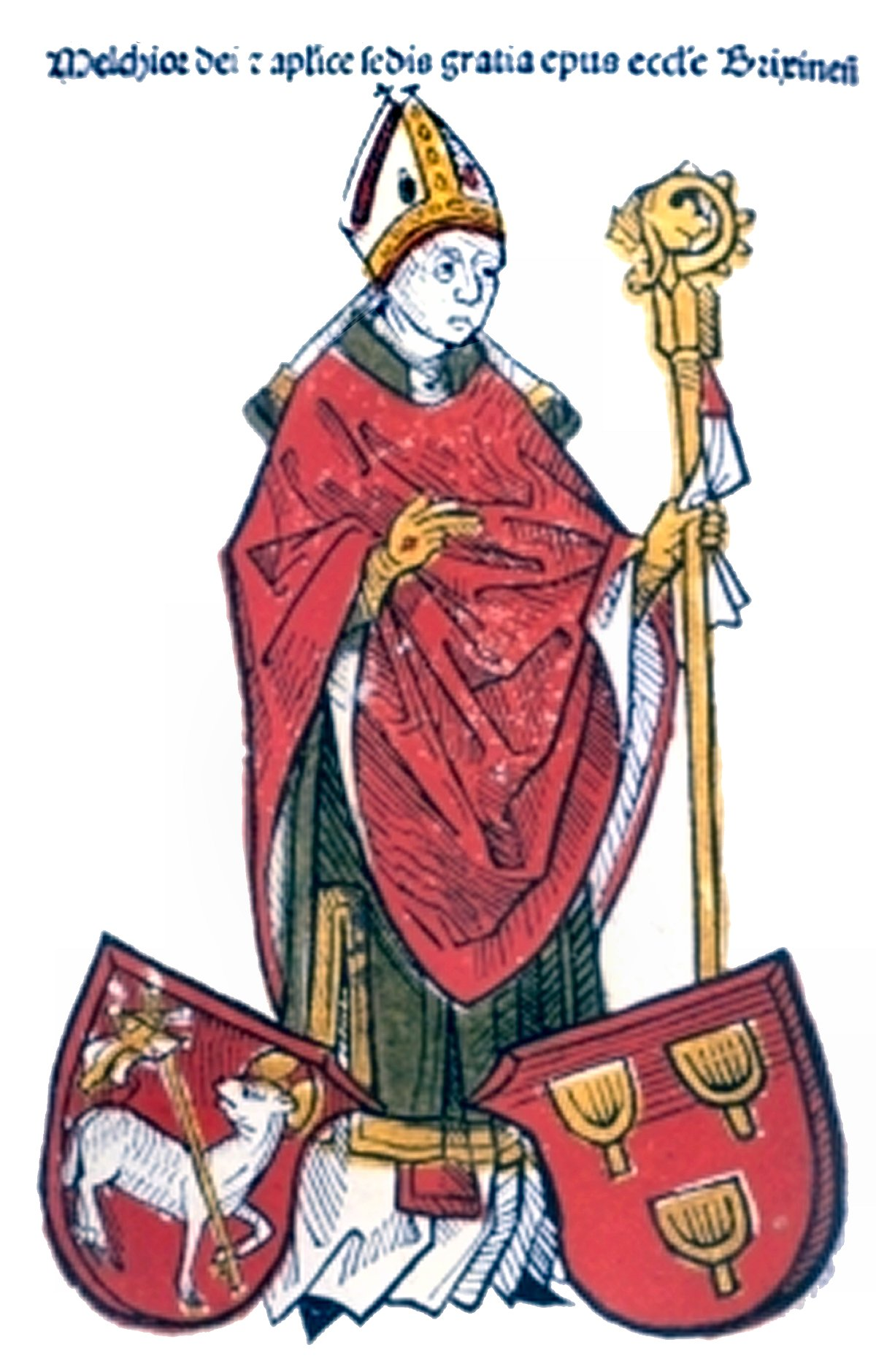
Melchior von Meckau als Bischof von Brixen

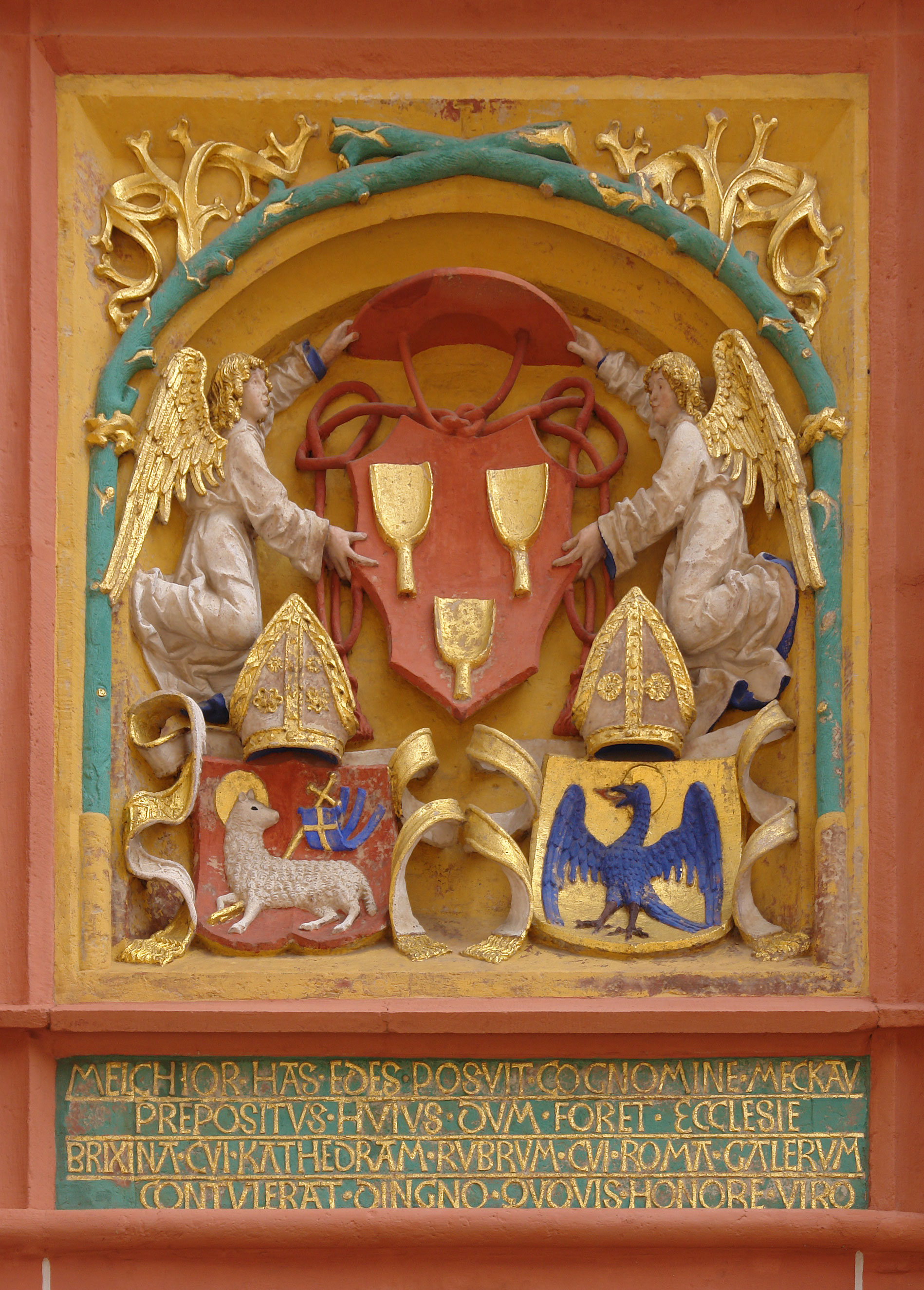
Kardinalswappen Melchiors von Meckau und der Bistümer Brixen (links) und Meißen an der Dompropstei in Meißen

Melchior von Meckau (auch Meggau) (* um 1440; † 3. März 1509 in Rom) war Dompropst in Meißen, Fürstbischof von Brixen (1488 bis 1509) sowie Kardinal.

## Familie
Melchior von Meckau entstammte einer im Bistum Meißen beheimateten Ministerialenfamilie (vgl. Meggau). Sein Vater Melchior († 1443) war Herr auf Kohren.

## Leben
Anscheinend war er Priester im Bistum Naumburg, denn in Rom erscheint er zwischen 1463 und 1486 unter der Bezeichnung eines „clericus Nuemburgensis“ als Inhaber verschiedener Verwaltungsämter. Seine Studienjahre verbrachte er vor 1460 in Leipzig und Bologna.
Er erwarb die Domkustodie von Naumburg (vor 1470), ein Domkanonikat (1471) und die Dompropstei in Meißen (1482), die Dompropstei von Magdeburg (1479) sowie die Propsteien an den Kollegiatstiften Zeitz (1477) und Wurzen.
1476 und 1478 unternahm er im Auftrag und als Stellvertreter des Brixner Fürstbischofs Georg Golser die Ad-limina-Besuche nach Rom. 1482 bestellte ihn Georg Golser zu seinem Koadjutor und Erzherzog Maximilian, der spätere Kaiser, ernannte ihn daraufhin zu seinem Ratgeber. 1488 übernahm Melchior von Meckau von Fürstbischof Georg Golser die gesamte Leitung des Bistums Brixen, er wurde direkter Nachfolger Golsers und neuer Fürstbischof im Jahr 1488. Die Bischofsweihe spendete ihm ebenfalls Georg Golser am 15. Juli 1488. Im Folgejahr ließ von Meckau eine Diözesansynode abhalten. 1496 ernannte er den Brixner Domherren Christoph von Schroffenstein zu seinem Koadjutor, der ihm 1509 als Fürstbischof nachfolgte.
Als Bergbauunternehmer war er in Sterzing-Gossensaß seit 1491 tätig und beteiligte er sich am Kupferbergbau im Ahrntal (Taufers). 1498 besaß er etwa 31 % aller Gruben im Schneeberg. Der römisch-deutsche König  Maximilian I. machte ihn 1490 zum Leiter des neu eingerichteten Tiroler „Regiments“ mit dem höchsten Jahresgehalt (1000 Gulden). Für den Ungarnfeldzug 1490 brachte er bei den Fuggern 286.000 Gulden auf. 1493 leitete er die Gesandtschaft nach Mailand, die zur Geldheirat Maximilians mit Bianca Maria Sforza führte. Den Italienzug 1496 finanzierte er über eine Reihe von Silber- und Kupferlieferungsverträgen mit Augsburger Handelsgesellschaften (Gossembrot, Fugger, Paumgartner, Herwart). Zudem legte er bei den Fuggern 20 000 Gulden an und später weitere Beträge, von denen die Öffentlichkeit wegen des kanonischen Zinsverbots nichts erfuhr, so die höchste mit fast 109.000 Gulden Ende 1505. Auch die Anlage von Anima-Geldern vermittelte er dorthin. 20.000 Gulden und Kleinodien, die ihm sein Bruder für einen Neubau der deutschen Animakirche in Rom und des Hospitals hinterließ und auf deren Herausgabe die Aufseher drängten, gebrauchte er für seine eigenen Zwecke. Maximilian half er mit eigenen Darlehen aus und erhielt dafür das Amt Taufers als Pfand. Er stellte auch Soldaten, so im Engadiner Krieg der Jahre 1498 und 1499.
Aus Dank erwirkte Maximilian für Melchior von Meckau von Papst Alexander VI. die Kardinalswürde. Er wurde am 31. Mai 1503 zunächst in pectore zum Kardinalpriester erhoben, was am 2. Juni desselben Jahres bekanntgemacht wurde. Am 12. Juni 1503 bekam er die Titelkirche San Nicola in Carcere zugewiesen und wechselte 1507 zur Titelkirche Santo Stefano al Monte Celio.
Mit dem Geld förderte er die Künste in seinem Bistum und gilt als erster Humanist auf dem Brixner Bischofsstuhl. In Brixen wurde während seiner Amtszeit die heutige Pfarrkirche erbaut, die Künstler Valentin Schauer und Meister Christoph fertigten wohl in seinem Auftrag 1490 eine Büste der hl. Agnes nach Skizzen des Brixener Bürgermeisters Hans Klocker. Ferner ist überliefert, dass von Meckau dem Brunecker Beginenhaus eine neue Regel gab.
1508 erhielt er von Maximilian I. die Herrschaft und Burg Heinfels, die er vorher Virgil von Graben und dessen Sohn Lukas von Graben zum Stein zur Nutzung überlassen hatte. Melchior von Meckau starb 1509 in Rom und wurde in der Kirche Santa Maria in Aracoeli auf dem Kapitol beigesetzt.